# Comuna Voinîha, Lubnî
Voinîha (în ucraineană Войниха) este o comună în raionul Lubnî, regiunea Poltava, Ucraina, formată din satele Kupievaha, Piskî, Ternivșciîna și Voinîha (reședința).

## Demografie
Componența lingvistică a comunei Voinîha
     Ucraineană (96,73%)
     Rusă (2,73%)
     Alte limbi (0,05%)
Conform recensământului din 2001, majoritatea populației comunei Voinîha era vorbitoare de ucraineană (96,73%), existând în minoritate și vorbitori de rusă (2,73%).